# Santurce (San Juan)
Santurce és un barri del municipi de San Juan, Puerto Rico. L'any 2010, tenia 81.251 habitants sent el barri més poblat Puerto Rico. Posseeix a més una superfície terrestre de 13,57 km² i una densitat de 5.987,5 hab./km². Santurce és una de les zones més densament poblades de tot Puerto Rico.
El nom del barri sorgeix en 1880 en honor de Don Pablo Ubarri y Capetillo, I Comte de San José de Santurce, qui era originari de la localitat biscaina de Santurce a Espanya. Prèviament i des que el territori fos annexat a la capital en 1862, el barri era conegut com a Cangrejos. Aquest barri va ser la seu del centre urbà del dissolt municipi de San Mateo de Cangrejos.

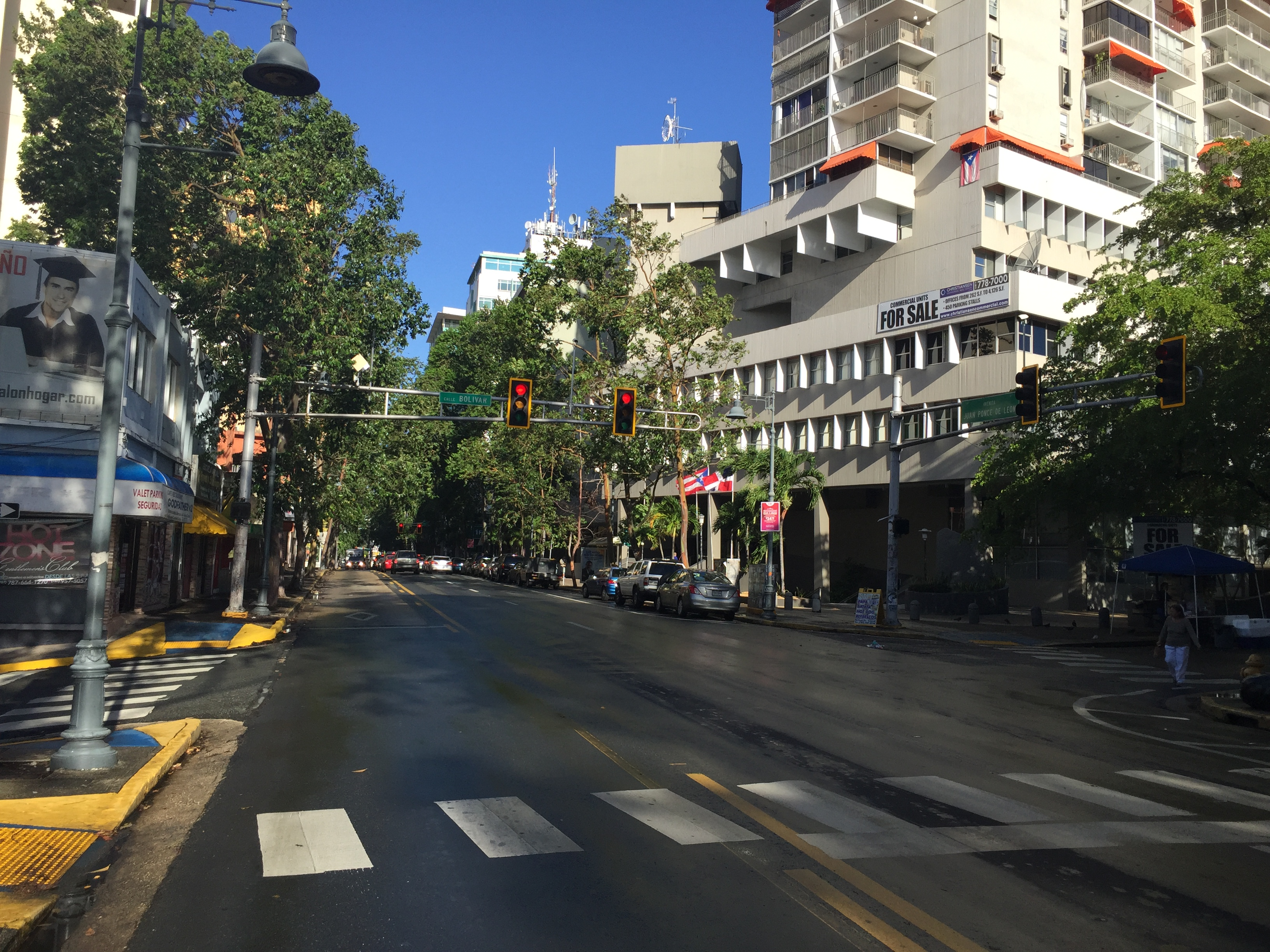
Avinguda Juan Ponce de León a l'altura del barri San Mateo de Santurce

## Història

### Orígens
Previ a la Conquesta, la regió va ser habitada per taínos. Arribats els colonitzadors espanyols, l'àrea actualment ocupada per Santurce va ser batejada durant el segle xvi amb el nom de Cangrejos. El nom va ser donat pels colons els qui estaven sorpresos per l'abundància del crustaci, a les platges i manglars del sector. Durant els inicis del període colonial, la població indígena va ser reemplaçada per un escàs nombre d'habitants, essencialment criolls i cimarrones. Aquests es dedicaven a l'agricultura i altres activitats principalment destinades a satisfer les necessitats de la propera ciutat cabdal que per la seva manca d'espai i terres infèrtils feia obligatori el proveïment d'aliments per via del comerç exterior o amb poblats propers.

## Demografia

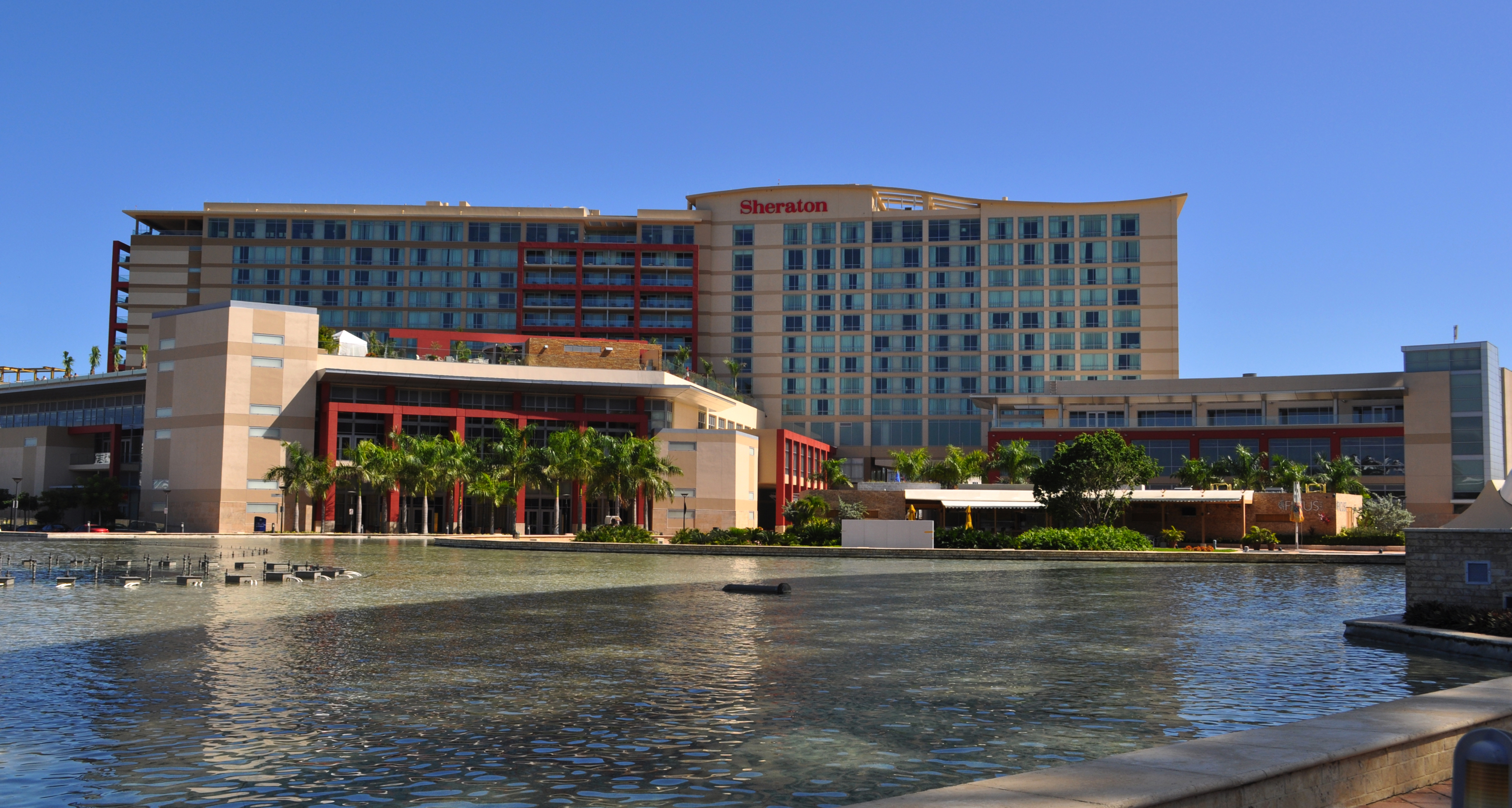
Hotel Sheraton a Isla Grande.

| Any  | Habitants | Canvi % |
| ---- | --------- | ------- |
| 1864 | 922       | -       |
| 1899 | 5.840     | 533,41  |
| 1910 | 17.338    | 196,88  |
| 1920 | 35.096    | 102,42  |
| 1930 | 81.960    | 133,53  |
| 1935 | 102.053   | 24,52   |
| 1940 | 133.091   | 30,41   |

| Any  | Habitants | Canvi % |
| ---- | --------- | ------- |
| 1950 | 195.007   | 46,52   |
| 1960 | 178.179   | -8,63   |
| 1970 | 128.232   | -28,03  |
| 1980 | 101.103   | -21,16  |
| 1990 | 95.184    | -5,85   |
| 2000 | 94.067    | -1,17   |
| 2010 | 81.251    | -13,62  |